# Enrico Demurray
Enrico Demurray ist ein deutscher Dokumentarfilmautor, Filmproduzent und Filmregisseur.

## Leben und Wirken
Enrico Demurray studierte Kommunikationswissenschaft und Theaterwissenschaft an der Friedrich-Alexander-Universität Erlangen-Nürnberg. Ab 1990 arbeitete er als Autor und Redakteur für die öffentlichen-rechtlichen Sender Ostdeutscher Rundfunk Brandenburg, Sender Freies Berlin und den Norddeutschen Rundfunk. Von 2001 bis 2006 war er Geschäftsführer der DOKfilm Fernsehproduktion in Potsdam-Babelsberg. Dort war er unter anderem Autor des Kinomagazins Cinematalk, das wöchentlich auf N24 gesendet und von Detlev Buck und Knut Elstermann moderiert wurde.
2005 gründete er das Filmproduktionsunternehmen wildebilder, das er mit Tonja Salomon-Demurray als GbR führt. Das Unternehmen produziert Dokumentationen und Reportagen – unter anderem für 37 Grad, ZDF.reportage und ZDFinfo – sowie Imagefilme.

## Auszeichnungen
- 1994: mit Gesine Enwaldt: Civis – Europas Medienpreis für Integration, Bereich Information, für Die Stadt gehört uns – Rechte Gewalt in Schwedt[5][6]
- 1999: Deutsch-Polnischer Journalistenpreis für Leben nach der Flut[7]

## Filmografie
als Autor
- 1993: mit Gesine Enwaldt: Die Stadt gehört uns. Rechte Gewalt in Schwedt. Reportage. ARD-Exclusiv, ORB
- 1996: mit Stefan Pannen: Der Rotlichtprinz. Reportage über den Berliner Paten. ARD-Exclusiv, ORB
- 1998: Leben nach der Flut. Eine Oderreise. Teil I: Von der Quelle bis zur Neiße. ARD, ORB
- 1998: Leben nach der Flut. Eine Oderreise. Teil II: Von der Neiße bis zur Mündung. ARD, ORB
- 1999: Stars mit Milchzähnen. Kinder vor der Kamera. Reportage. ARD-Exclusiv, SFB
- 2001: Mit dem Zug ans Ende der Welt. von Malaga nach La Coruña. Reportage. NDR
- 2001: Dem Vergessen entrissen. Juntaopfer in Argentinien. Dokumentation. ARD, NDR (auch Regie)
- 2004: mit Angelika Wörthmüller: Die Ohnmacht der Väter. Dokumentation. NDR
- 2005: mit Angelika Wörthmüller: Chaos im Kinderzimmer. Dokumentation. 37 Grad, ZDF
- 2005: mit Anne Thoma: 850 Jahre Cottbus. Lebensweg in der Stadt. Dokumentation. IHK Cottbus
- 2006: mit Anne Thoma: 1000 jute Jahre. Stadtjubiläum Jüterbog. Dokumentation. Stadt Jüterbog
- 2006: mit Angelika Wörthmüller: Für die Eltern das Beste. Auf der Suche nach dem richtigen Heim. Dokumentation. 37 Grad, ZDF
- 2006: mit Angelika Wörthmüller: Mein Patenkind in Bolivien. Wohin fließen die Spendengelder. Dokumentation. ARD/NDR
- 2007: mit Angelika Wörthmüller: Darüber spricht man nicht. Die dunkle Seite der häuslichen Pflege. Dokumentation. 37 Grad, ZDF
- 2007: Der weite Weg zum kleinen Geld. Osteuropäische Pendler in Berlin. Reportage. ARD/rbb
- 2008: Perserteppiche – der Orient unter den Füßen. Dokumentation. NDR/ARTE (auch Regie)
- 2008: mit Angelika Wörthmüller: Schuften und doch kein Geld. Geringverdiener in Deutschland. 37 Grad, ZDF
- 2008: Getrennt und vereint. 60 Jahre Evangelische Kirche in Ost- und West-Deutschland. Dokumentation. ZDF
- 2009: mit Angelika Wörthmüller: Die Fabrik schließt – was kommt dann? 37 Grad, ZDF
- 2010: Service-Ost – putzen, bohren, pflegen. Polnische Arbeitskräfte in Deutschland. Reportage. ZDF
- 2011: mit Angelika Wörthmüller: Wenn Oma Pflege braucht – Die Prüfer vom Medizinischen Dienst. Reportage. ARD/NDR
- 2011: mit Angelika Wörthmüller: In guten wie in schlechten Zeiten – Wenn der Partner Hilfe braucht. Dokumentation. 37 Grad, ZDF
- 2012: Revolution am Küchentisch. Slow Food – die neue Esskultur. Reportage. ZDF.reportage, ZDF (auch Regie)
- 2013: Wenn Mutter nicht mehr entscheiden kann. Tag7, WDR[8]
- 2014: mit Ruth Berry: Geheimnisse Asiens – Die schönsten Nationalparks. NDR/ARTE (auch Regie mit Ruth Berry)[9]
- 2014: Geheimnisse Asiens – Leben auf Japans Vulkanen. NDR/ARTE
- 2014: Geheimnisse Asiens – Thailands abenteuerlicher Süden. NDR/ARTE
- 2014: mit Angelika Wörthmüller: Ich lass Dich nicht allein – Wenn Männer pflegen. 37 Grad, ZDF
- 2015: mit Corinna Thimme: Die Strombauer. ZDF.reportage, ZDF
- 2015: mit Angelika Wörthmüller: Viel Dreck – Wenig Geld. Putzen ohne Mindestlohn. 37 Grad, ZDF
- 2015: mit Angelika Wörthmüller: Schuften bis zum Schluss. 37 Grad, ZDF
- 2016: mit Corinna Thimme: Die Brückenbauer. ZDF.Reportage und ZDFinfo
- 2016: mit Corinna Thimme: Stress im Kiez – Die Antänzer vom Kottbusser Tor. ZDF.Reportage, ZDF
- 2016: mit Angelika Wörthmüller: 40 Stunden schaffe ich nicht mehr – Wenn die Leistung nicht mehr reicht. 37 Grad, ZDF
- 2016: mit Saara von Alten: Bikini trifft Burkini – Wo der Ruhrpott baden geht. ZDF

als Produzent
- 2003: Polizeiruf 110: Dettmanns weite Welt. Fernsehfilm. Regie Bernd Böhlich. rbb
- 2005: Adil geht. Spielfilm. Regie Esther Gronenborn. rbb/ZDF
- 2008: Tibetteppiche. Knüpfkunst vom Dach der Welt. Regie Gesine Enwaldt und Edgar Wolf. NDR/ARTE

als Regisseur
- 2001: Dem Vergessen entrissen – Deutsche Junta-Opfer in Argentinien. Dokumentation. ARD, NDR
- 2008: Perserteppiche – der Orient unter den Füßen. Dokumentation. NDR/ARTE
- 2009: Folgen für Sonntags – TV fürs Leben. Magazin. ZDF
- 2010: Opfer vom Rechtsstaat enttäuscht. Frontal21, ZDF
- 2012: Revolution am Küchentisch. Slow Food – die neue Esskultur. Reportage. ZDF.reportage, ZDF
- 2013: Ein Job ist nicht genug. 37 Grad, ZDF
- 2014: mit Ruth Berry: Geheimnisse Asiens – Die schönsten Nationalparks. NDR/ARTE[9]

## Schriften
- Lokaler Hörfunk in Nürnberg. Kreisjugendring Nürnberg-Stadt, Nürnberg 1986, ISBN 3-9801217-2-0.
- (Hrsg.): Medienwirklichkeit, Wirklichkeit. Beiträge zur Medienpädagogik. Kreisjugendring Nürnberg-Stadt, Nürnberg 1988, ISBN 3-9801217-5-5.